# زيد بن كمي
زيد بن كمي (1978)، صحافي سعودي.

## نشأته وتعليمه
هو زيد بن فيصل بن نايف الكمي الحربي من مواليد منطقة القصيم في قرية شعيب الدارة عام 1978، وهو صحافي سعودي حاصل على درسة الماجسيتر من جامعة كيل في المملكة المتحدة في الإدارة العامة وحاصل على درجة البكارلويوس من جامعة الملك سعود في الصحافة عام 2001، عمل مسئولا لتحرير مكتب صحيفة الشرق الأوسط في الرياض والمنطقة الوسطى ومن ثم ابتعث عام 2009 من قبل المجموعة السعودية للابحاث والتسويق للحصول على درجة الماجستير في جامعة كيل في المملكة المتحدة، وكان قبل ذلك عمل رئيسا القسم الاقتصادي لصحيفة الشرق الأوسط في السعودية.

## عمله
عمل أثناء مرحلة تأسيس صحيفة الوطن السعودية الصادرة من مؤسسة عسير للصحافة والنشر عام 2000 حتى صدور الصحيفة، وكان قبل ذلك عمل محررا ميدانيا في صحيفة عكاظ عام 1998.
أسهم على تأسيس الأمسية الشهرية لإعلامي مدينة الرياض التي أنطلقت عام 2006 والتي حضيت بمباركة من أمير منطقة الرياض الأمير سلمان بن عبد العزيز والتي كان من أهم ضيوفها الأمير فيصل بن سلمان رئيس مجلس إدارة المجموعة السعودية للابحاث والنشر وتركي السديري رئيس تحرير صحيفة الرياض وفهد العرابي وجمال خاشقجي وعبد الوهاب الفايز وتركي الدخيل وعدد من الوجوه الاعلامية في السعودية.
شارك في العديد من لجان التنظيم للمؤتمرات والمحافل الدولية، والتي منها عضو اللجنة الإعلامية للملتقى الخامس لرجال الأعمال الذي عقد في مدينة الرياض عام 1999، وعضو اللجنة الإعلامية للمؤتمر الخامس لإعداد الموهوبين الذي عقد في أغسطس 2006 بمكة المكرمة، وعضو اللجنة الإعلامية لمنتدى الرياض الاقتصادي في دورته الأولى عام 2003، وعضو اللجنة الإعلامية للمؤتمر الرابع لمؤسسة التعليم الفني والتدريب المهني عام 2005، وـ عضو هيئة تحرير صحيفة المئوية الصادر بمناسبة مرور 20 عاماً على تولي الملك فهد بن عبد العزيز مقاليد الحكم عام 2001، والتي كان يشرف عليها الأمير عبد العزيز بن فهد بن عبد العزيز.
ومثل الصحافة السعودية في عدد من المؤتمرات الدولية والتي كانت منها مؤتمر آثار الإرهاب على القطاع السياحي والذي عقد في لندن عام 2002 بعد أحداث 11 سبتمبر، ومثل الصحافة السعودية في الأرجنتين والإرغواي ضمن فريق مكون من وزارة الصحة ووزارة التجارة وهيئة المواصفات والمقاييس السعودية لتقصي الحقائق في دول أمريكا الجنوبية عام 2003.